# Yoshinobu Minowa
Yoshinobu Minowa (箕輪 義信?, Minowa Yoshinobu; Prefettura di Kanagawa, 2 giugno 1976) è un ex calciatore giapponese, di ruolo difensore.